# Gustav Brandes (Zoologe)

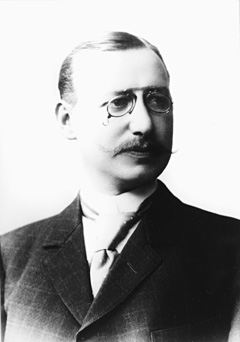
Gustav Brandes

Gustav Philipp Hermann Brandes (* 2. Mai 1862 in Schöningen; † 17. Juli 1941 in Dresden) war ein deutscher Zoologe, mit besonderen Verdiensten als Parasitologe, Hochschullehrer sowie Zoodirektor in Halle und später Dresden.

## Leben

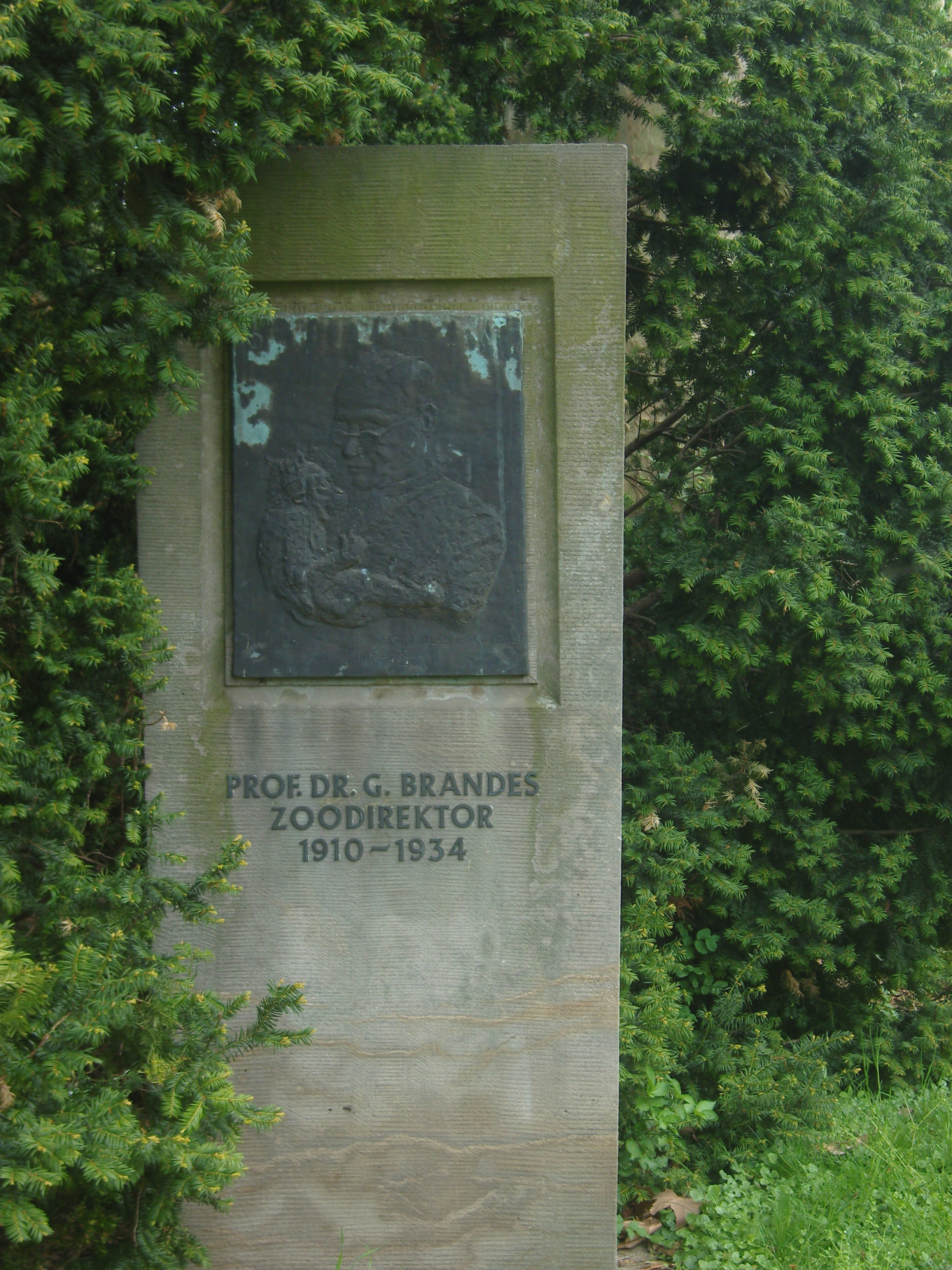
Plakette im Zoo Dresden

Gustav Brandes wuchs in Helmstedt auf und leistete seinen Militärdienst in Freiburg, wo er 1884 das Studium der Botanik aufnahm. Zugleich hörte er Vorlesungen bei August Weismann und begann sich daraufhin zunehmend für die Zoologie zu begeistern. 1886 wechselte Brandes an die Universität Leipzig, wurde dort Schüler des Zoologen Rudolf Leuckart und promovierte 1888 mit der Dissertation über Die Familie der Holostomeae zum Dr. phil. Nach einem Forschungsaufenthalt an der Zoologischen Station Neapel ging Brandes im Oktober 1889 als Assistent an das Zoologische Institut der Universität in Halle. Am 21. Oktober 1891 folgte dort die Habilitation mit der Arbeit Zum feineren Bau der Trematoden. Mehrfach zog es den jungen Privatdozenten in den Semesterferien zu den meereskundlich-zoologischen Stationen von Rovigno und Neapel.

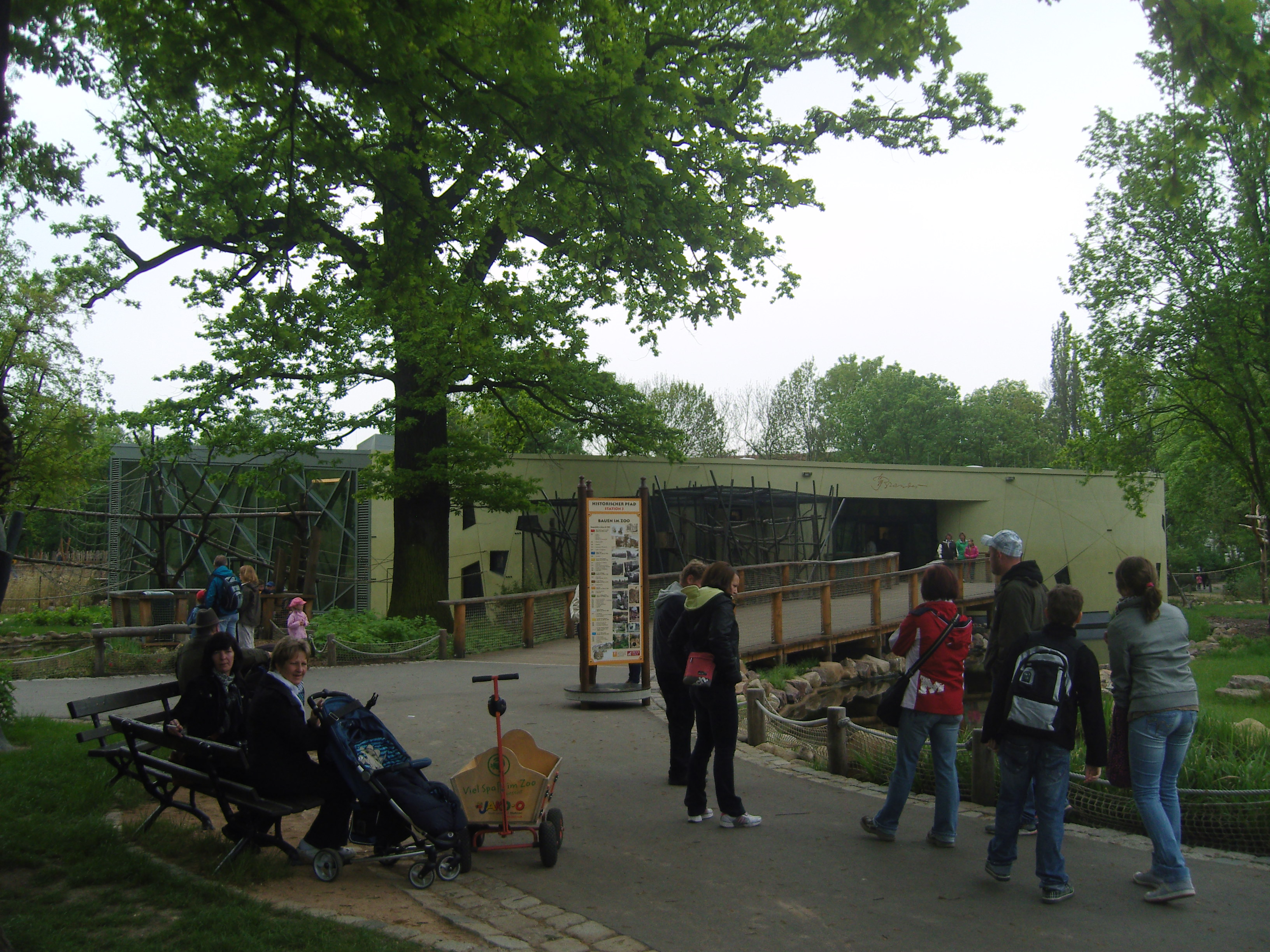
Professor-Brandes-Haus im Zoo Dresden

Die Gründung eines Zoologischen Gartens in Halle unterstützte Brandes von Anfang an. Am 1. April 1902 wurde er Direktor des noch jungen Zoos. Seine Tätigkeit im Dienste der Universität erhielt Brandes aufrecht und wurde 1909 zum Titular-Professor der Universität Halle-Wittenberg ernannt.

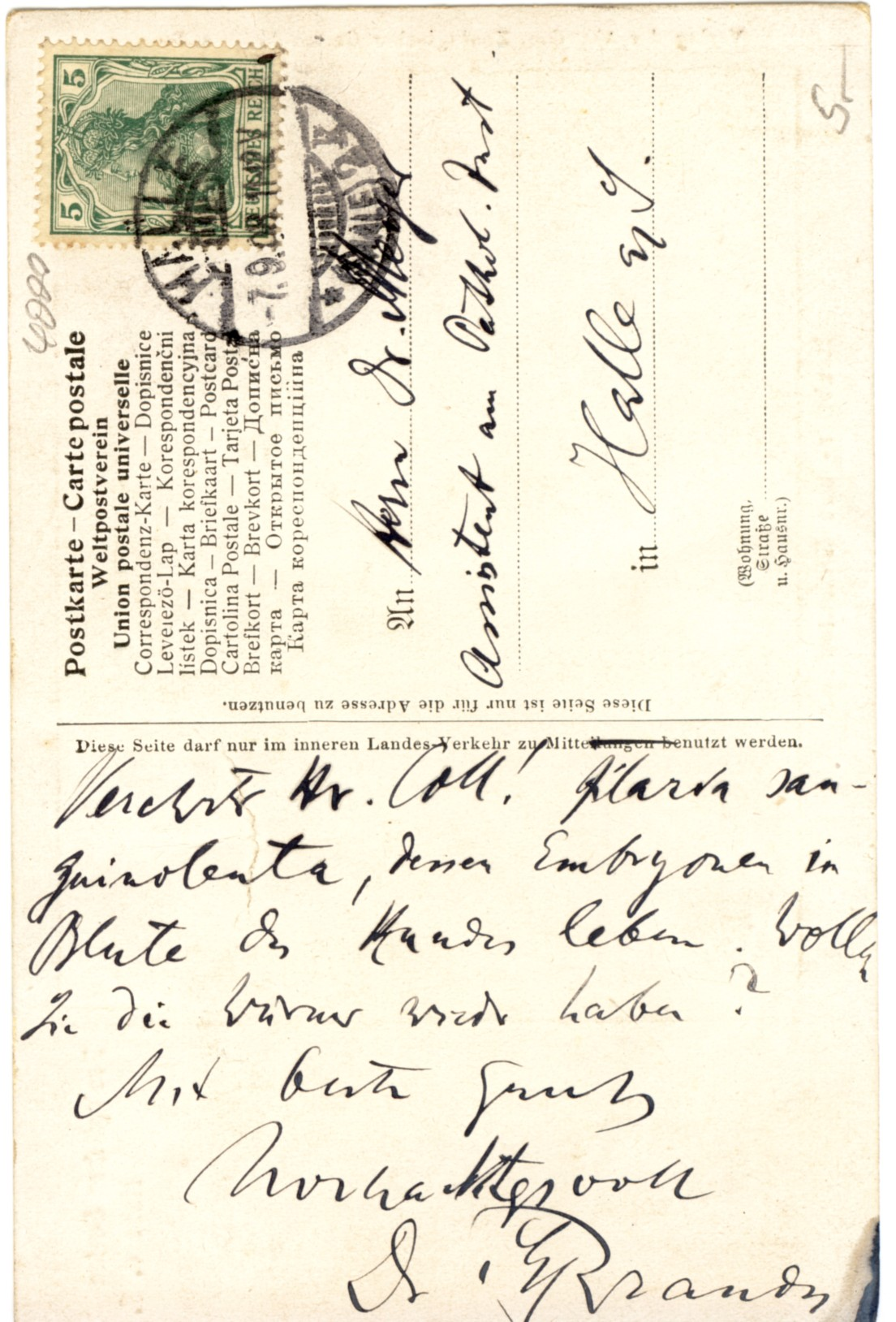
Parasitologische Befundmitteilung von Brandes auf einer Ansichtskarte des Zoos Halle

Sein Wechsel an den Zoo Dresden zum 1. Juli 1910 scheiterte beinahe daran, dass Brandes die akademische Lehrtätigkeit nicht aufgeben wollte. Zunächst als außerplanmäßiger, später als Honorarprofessor lehrte Brandes schließlich an der Tierärztlichen Hochschule Dresden und nach deren Verlegung nach Leipzig an der Technischen Hochschule Dresden. Als Hochschullehrer unterzeichnete Brandes das Bekenntnis der deutschen Professoren zu Adolf Hitler vom 11. November 1933. Hans Petzsch war sein letzter Doktorand und er nahm dessen Stelle als Zoodirektor von 1937 bis 1945 ein.
Nach einer Intrige der Stadtverwaltung, die im Konkurs der Zoo-Aktiengesellschaft und der anschließenden Überführung des Zoos in städtisches Eigentum gipfelte, trat Brandes 1934 als Zoodirektor zurück, da die von ihm stets kategorisch geforderte personelle Einheit von wissenschaftlicher und geschäftlicher Zooleitung nicht mehr gewährleistet wurde. 1934 leitete dann kommissarisch Hellmuth Buck den Zoo.

## Leistungen
Als Zoodirektor sammelte Brandes nicht, wie damals allgemein üblich, Tiere nach zoologisch-systematischen Gesichtspunkten, sondern legte Wert auf die Erziehung der Zoobesucher zur Freude an der Natur. Brandes zeigte die Zootiere dafür in einem naturnahen, der Biologie des jeweiligen Tieres entsprechenden Kontext (z. B. Felstieranlagen im Zoo Halle, Orang-Utan-Käfig im Zoo Dresden). In Dresden gelang Brandes 1927 die erste erfolgreiche Aufzucht eines Orang-Utans in einem Zoologischen Garten.
Brandes war Mitglied zahlreicher naturwissenschaftlicher Gesellschaften und Akademien. Er fungierte 1893 bis 1910 als Redakteur der Zeitschrift für Naturwissenschaften sowie 1893 bis 1906 als Redakteur der Abhandlungen der Naturforschenden Gesellschaft zu Halle.

## Werke
- Buschi. Vom Orang-Säugling zum Backenwülster. Quelle & Meyer, Leipzig 1939.
- rund 280 wissenschaftliche und populärwissenschaftliche Schriften